# 海箭
海箭（Solutes）是一类已灭绝的棘皮动物，化石发现于中寒武纪到早泥盆纪，分佈於歐洲、北美和澳大利亞等地。海箭的身體呈不對稱的箭鏃形，近兩側對稱，主體為由大量不規則骨板構成的萼，附帶一根向前延伸的細腕和一條長長的、稱作homoiostele的莖尾。肛門位於萼基部的一側，口孔則位於腕基與肛門之間。大多數海箭營自由生活，少數早期種類則以莖尾固著在基質上。
海箭的分類地位尚有爭議，有假說認為它們是幹群棘皮動物，為棘皮動物演化出輻射對稱性前的早期演化支；另一假說認為它們是由輻射對稱棘皮動物演化而來，身體特化而失去了輻射對稱性，可能屬於海蕾亞門。